# Turčianske Teplice
Turčianske Teplice (în germană Bad Stuben, în maghiară Stubnyafürdö) este un oraș din Slovacia cu 7.214 locuitori.

## Demografie
| An:                | 1994 | 2004   | 2014   | 2024   |
| ------------------ | ---- | ------ | ------ | ------ |
| Număr de persoane: | 7285 | 6929   | 6518   | 6069   |
| Diferență:         |      | −4,88% | −5,93% | −6,88% |

| An:                | 2023 | 2024   |
| ------------------ | ---- | ------ |
| Număr de persoane: | 6178 | 6069   |
| Diferență:         |      | −1,76% |